# Massacre de Batepá
La massacre de Batepá (del portuguès col·loquial "Bate-Pá!") va tenir lloc al llogaret de Batepá (Mé-Zóchi) São Tomé i Príncipe el 3 de febrer de 1953, quan, sota el comandament de l'ex-governador general portuguès, coronel Carlos de Sousa Gorgulho (1945-1948), propietaris de terres portuguesos desencadenaren una onada de violència contra els africans natius. Entre els implicats hi havia Afonso Manuel Machado de Sousa, tinent de l'Armada i capità dels Ports, Governador representant (maig-juliol de 1953); Alfredo Correia Nobre, coronel, lloctinent del governador representant; Trigo Delgado, enginyer cap d'obres públiques i delegat de la União Nacional a São Tomé; Armando Lopes da Cruz, notari i ex-Delegat del Procurador de la República; Raúl Simões Dias, tinent i President de la Cambra.
L'origen de la qüestió vindria de l'ambició desmesurada del Governador-general Carlos Gorgulho, que va engegar un vast programa de construccions i millores públiques, recorrent constantment a la provocació envers els nadius per tal d'obtenir mà d'obra barata o gratuïta. Alhora hi havia l'escassetat de mà d'obra en les plantacions i els temors dels illencs de ser obligats a treballar en les possessions. Els criolls forros sempre havien refusat de treballar a les heretats, ja que ho consideraven un treball d'esclau. Llavors els propietaris portuguesos van importar mà d'obra d'altres territoris portuguesos com Angola, Moçambic i Cap Verd per a fer feina a São Tomé, perquè una bona part de la població criolla es va negar a treballar en les plantacions de les illes.
Haurien estat el governador i el seu grup qui forjaren la història d'una conspiració dels africans contra els portuguesos, cosa que va desencadenar la violenta repressió de febrer de 1953, en la qual van perir més d'un miler de persones.
En les actes de "confessió" dels presos, obtingudes per les forces de seguretat colonials, figurava el nom de l'enginyer agrònom Salustino da Graça do Espírito Santo com a "(…) cap de la revolució, instigador i preparador, i futur Rei de l'Illa".
Va destacar encara l'actuació de l'advocat portuguès, Manuel João de Palma Carlos, defensor dels natius a São Tomé, que va ser crucial per a posar fi a la matança. L'esdeveniment és considerat com el començament d'un sentiment nacionalista a São Tomé i Príncipe. El govern en celebra oficialment l'aniversari com a diada nacional.